# Omelchenko Bluff
Das Omelchenko Bluff ist ein mehr als 600 m hohes Felsenkliff auf der antarktischen Ross-Insel im Ross-Archipel. Es ragt rund 1 km nordwestlich des Grazyna Bluff in der Umgebung des Kap Evans zwischen dem Turks Head Ridge und den Tech Crags auf.
Das New Zealand Geographic Board benannte das Kliff 2012 nach Anton Lukitsch Omeltschenko (1883–1932), dem russischen Pferdepfleger bei der Terra-Nova-Expedition (1910–1913) des britischen Polarforschers Robert Falcon Scott.